# Девет дни от една година
Девет дни от една година (на руски: Девять дней одного года) е съветски игрален филм от 1962 година на режисьора Михаил Ром. В главните роли участват Алексей Баталов, Инокентий Смоктуновски и Татяна Лаврова. Действието в него се развива през 1960-те. Разказва се за двама млади учени – ядрени физици, Гусев и Куликов. Те са приятели, влюбени в една и съща жена. Гусев получава радиоактивно облъчване, но се опитва да го скрие от всички.
Филмът е обявен за най-добрия филм на 1962 година и частично е базиран на реални събития.